# Alexandre Kastalski
Alexandre Dmitrievitch Kastalski (en russe : Александр Дмитриевич Кастальский) (28 novembre 1856 — 17 décembre 1926) est un musicologue, chef de chœur et compositeur russe.

## Biographie
Né à Moscou, il est le fils d'un archiprêtre orthodoxe, Dmitri Ivanovitch Kastalski. Il étudie la musique et le piano au Conservatoire de Moscou où il est l'élève de Tchaïkovski (théorie musicale) et de Taneïev (composition).
En 1887, il commence à enseigner le piano à l'école synodale de Moscou et en 1891, il devient assistant chef de chœur de la chorale synodale de Moscou. Succédant à Stepan Smolenski, il est directeur de l'école et du chœur de 1910 à 1918 jusqu'à ce que l'école soit contrainte de fusionner avec le conservatoire et que la chorale doive passer d'un répertoire religieux à un répertoire populaire.
Il écrit sa première œuvre chorale en 1896. Jusqu'en 1917, il compose 130 autres œuvres liturgiques, s'établissant comme un important compositeur du nouveau style russe avec une influence sur des compositeurs comme Sergueï Rachmaninov, Viktor Kalinnikov (frère de Vassili Kalinnikov), Alexandre Gretchaninov ou Pavel Tchesnokov.
Après la Révolution russe de 1917, il se consacre à l'étude de la musique populaire ce qui donne de nombreuses œuvres chorales. Il est l'auteur de deux importants ouvrages d'ethnomusicologie russe, Particularités du système musical populaire russe en 1923 et Fondements de la polyphonie populaire paru en 1948.

## Discographie
- Commémoration fraternelle, oratorio – Chœur d'hommes de Moscou "Kastalsky", dir. Alexeï Roudnevski (7 octobre 2014, Hortus)